# Sean Yates
Sean Yates (* Ewell, 18 de mayo de 1960). Fue un ciclista inglés, profesional entre 1982 y 1996, cuyos mayores éxitos deportivos los logró en el Tour de Francia y en la Vuelta a España, pruebas en las que conseguiría sendas victorias de etapa en la edición de 1988.
Considerado uno de los mejores descendedores de la historia ciclista.
Tras su retirada como ciclista profesional siguió vinculado al ciclismo como director deportivo de equipos como el CSC y el Astana. Para la temporada 2010 fichó por el equipo Team Sky como director deportivo. Para la temporada 2015 fichó por el equipo Tinkoff de Alberto Contador

## Palmarés
| 1982 - 2.º en el Campeonato del Reino Unido en Ruta 1984 - 1 etapa de los Cuatro Días de Dunkerque 1986 - 1 etapa de la Milk Race 1987 - 1 etapa del Tour de Irlanda - Gran Premio de Cannes 1988 - 1 etapa del Tour de Francia - 1 etapa de la Vuelta a España - 1 etapa de la París-Niza - 1 etapa del Gran Premio de Midi Libre | 1989 - Vuelta a Bélgica, más 2 etapas - G.P. Eddy Merckx - 1 etapa de la Vuelta al País Vasco 1991 - 1 etapa de la Dauphiné Libéré - 1 etapa del Tour de Irlanda 1992 - Campeonato del Reino Unido en Ruta 1993 - 1 etapa del Tour DuPont 1994 - USPRO Road Race |

## Participaciones en las Grandes Vueltas

### Resultados en el Tour de Francia
- 1984. 91.º de la clasificación general
- 1985. 122.º de la clasificación general
- 1986. 112.º de la clasificación general
- 1987. Abandona (24.ª etapa)
- 1988. 59.º de la clasificación general. Vencedor de una etapa
- 1989. 45.º de la clasificación general
- 1990. 119.º de la clasificación general
- 1991. Abandona (16.ª etapa)
- 1992. 83.º de la clasificación general
- 1993. 88.º de la clasificación general
- 1994. 71.º de la clasificación general
- 1995. Abandona (13.ª etapa)

### Resultados en la Vuelta a España
- 1988. 71.º de la clasificación general. Vencedor d'una etapa

### Resultados en el Giro de Italia
- 1992. 87.º de la clasificación general